# 僕雷
僕雷（?—?），又作僕電，漢朝匈奴人，曾任決眭都尉。繼承了其父僕多的煇渠侯頭銜，曾參與李廣利攻打匈奴的戰爭。

## 生平
前113年（漢元鼎四年），僕雷繼承煇渠侯爵位。前90年（漢征和3年），李廣利領軍攻打匈奴，僕雷任決眭都尉，為其下屬。在李廣利歸降匈奴前，曾懷疑李廣利準備叛變，準備先制服李廣利，但被李廣利平定。